# Bangun Galih
Bangun Galih är en administrativ by i Indonesien.   Den ligger i provinsen Jawa Tengah, i den västra delen av landet, 270 km öster om huvudstaden Jakarta.